# 11519 Adler
11519 Adler este un asteroid din centura principală de asteroizi.

## Descriere
11519 Adler este un asteroid din centura principală de asteroizi. A fost descoperit pe 8 aprilie 1991 la Observatorul La Silla de Eric Walter Elst. Asteroidul prezintă o orbită caracterizată de o semiaxă mare de 2,39 ua, o excentricitate de 0,16 și o înclinație de 1,7° în raport cu ecliptica.